# Wellsburg
Wellsburg település az Amerikai Egyesült Államok Nyugat-Virginia államában, Brooke megyében, melynek megyeszékhelye is. Lakosainak száma 2450 fő (2020. április 1.).

## Népesség
A település népességének változása:

| 2010 | 2 805 |
| 2020 | 2 450 |